# Nati l'11 aprile
| Questa pagina contiene informazioni ricavate automaticamente dalle voci biografiche con l'ausilio del template Bio e di un bot. L'aggiornamento è periodico e automatico e ricostruisce completamente la pagina. Se manca una persona in questa lista, sei pregato di non aggiungerla, ma accertati piuttosto che la sua voce biografica contenga il template Bio e che i dati anagrafici siano correttamente compilati. Se il template Bio manca, inseriscilo tu stesso o, in alternativa, metti l'avviso {{tmp\|Bio}} che ne segnala la mancanza. Se i dati riportati sono sbagliati, correggi direttamente la voce biografica; le modifiche saranno visibili in questa lista entro pochi giorni. Per chiarimenti vedi il progetto biografie. La lista contiene solo le 1.115 persone che sono citate nell'enciclopedia e per le quali è stato implementato correttamente il template Bio. Pagina aggiornata al 9 ago 2025. |

## II secolo(1)
- 146 - Settimio Severo, imperatore romano († 211)

## XII secolo(1)
- 1184 - Guglielmo di Winchester, nobile († 1213)

## XIV secolo(3)
- 1316 - Édouard de Beaujeu, militare francese († 1351)
- 1357 - Giovanni I del Portogallo, re portoghese († 1433)
- 1374 - Ruggero Mortimer, IV conte di March, nobile britannico († 1398)

## XV secolo(3)
- 1492 - Margherita d'Angoulême, scrittrice e poetessa francese († 1549)
- 1493 - Giorgio I di Pomerania, nobile tedesco († 1531)
- 1500 - Joachim Camerarius il Vecchio, umanista tedesco († 1574)

## XVI secolo(7)
- 1543 - Giorgio Giovanni I del Palatinato-Veldenz, nobile tedesco († 1592)
- 1544 - Ottavio Mirto Frangipani, arcivescovo cattolico italiano († 1612)
- 1550 - Camillo Camilliani, scultore, architetto e ingegnere italiano († 1603)
- 1557 - Federico del Palatinato-Zweibrücken-Vohenstrauss-Parkstein, nobile tedesco († 1597)
- 1578 - Vito Carrera, pittore italiano († 1623)
- 1592 - John Eliot, politico inglese († 1632)
- 1598 - Guglielmo di Sassonia-Weimar, duca († 1662)

## XVII secolo(16)
- 1601 - Martin Droeshout, incisore inglese († 1650)
- 1603 - Cornelio Malvasia, astronomo, nobile e militare italiano († 1664)
- 1623 - Decio Azzolino il Giovane, cardinale italiano († 1689)
- 1630 - Pedro de Salazar Gutiérrez de Toledo, cardinale e vescovo cattolico spagnolo († 1706)
- 1636 - Cosimo Galilei, presbitero italiano († 1672)
- 1644 - Maria Giovanna Battista di Savoia-Nemours, nobildonna († 1724)
- 1646 - Domenico Manni, ingegnere italiano († 1741)
- 1646 - Vincenzo Manni, poeta e letterato italiano († 1706)
- 1649 - Federica Amalia di Danimarca, principessa danese († 1704)
- 1661 - Antoine Coypel, pittore e decoratore francese († 1722)
- 1666 - José Patiño Rosales, politico e diplomatico spagnolo († 1736)
- 1673 - Nicolaes Verkolje, incisore, pittore e disegnatore olandese († 1746)
- 1678 - Ferdinando Antonio Lazzari, francescano e compositore italiano († 1754)
- 1681 - Anne Danican Philidor, compositore e oboista francese († 1728)
- 1682 - Carlo Vincenzo Maria Ferrero Thaon, cardinale e vescovo cattolico italiano († 1742)
- 1682 - Jean-Joseph Mouret, compositore francese († 1738)

## XVIII secolo(32)
- 1708 - Ferdinando Bonaventura von Harrach, generale e politico austriaco († 1778)
- 1713 - Luise Kulmus Gottsched, poetessa, scrittrice e saggista tedesca († 1762)
- 1715 - John Alcock, organista inglese († 1806)
- 1719 - Jakob Friedrich Heusinger, filologo classico tedesco († 1778)
- 1720 - Gian Rinaldo Carli, scrittore, economista e storico italiano († 1795)
- 1722 - Domenico Troili, abate e naturalista italiano († 1793)
- 1723 - Francesco Antonio Bustelli, ceramista svizzero († 1763)
- 1738 - Antonio I Esterházy, principe († 1794)
- 1740 - Francesco Daniele, filosofo, scrittore e letterato italiano († 1812)
- 1741 - Johann Heinrich Merck, scrittore e letterato tedesco († 1791)
- 1749 - Adélaïde Labille-Guiard, pittrice francese († 1803)
- 1752 - Dumaniant, attore teatrale, commediografo e direttore teatrale francese († 1828)
- 1755 - Luigi Antonio Arrighi de Casanova, vescovo cattolico francese († 1809)
- 1755 - James Parkinson, medico, paleontologo e geologo britannico († 1824)
- 1757 - Léon II de Perthuis de Laillevault, architetto francese († 1818)
- 1764 - François Topino-Lebrun, pittore e rivoluzionario francese († 1801)
- 1767 - Gaspare Capone, giurista italiano († 1849)
- 1767 - Jean-Baptiste Isabey, incisore e pittore francese († 1855)
- 1768 - Friedrich Wilhelm Ehrenfried Rost, teologo e filologo classico tedesco († 1835)
- 1770 - George Canning, politico britannico († 1827)
- 1770 - Pietro Ignazio Marolda, vescovo cattolico e teologo italiano († 1842)
- 1772 - Manuel José Quintana, scrittore spagnolo († 1857)
- 1774 - Michele Carrascosa, generale, politico e nobile italiano († 1853)
- 1778 - Alexandre Boucher, violinista francese († 1861)
- 1789 - August Twesten, teologo tedesco († 1876)
- 1790 - George R. Gilmer, politico statunitense († 1859)
- 1794 - Edward Everett, politico statunitense († 1865)
- 1794 - Elia Lombardini, ingegnere italiano († 1878)
- 1795 - Emiliano Sarti, filologo, epigrafista e archeologo italiano († 1849)
- 1795 - Friedrich Wilhelm Carl Umbreit, teologo tedesco († 1860)
- 1798 - Macedonio Melloni, fisico e patriota italiano († 1854)
- 1799 - Pietro Forti, vescovo cattolico italiano († 1854)

## XIX secolo(161)
- 1802 - Adolphe Hercule de Graslin, entomologo francese († 1882)
- 1804 - Otto Linné Erdmann, chimico tedesco († 1869)
- 1804 - Augustin Theiner, storico, teologo e archivista tedesco († 1874)
- 1806 - Pierre Guillaume Frédéric Le Play, ingegnere, sociologo e economista francese († 1882)
- 1806 - Antonio Panunzi, medico, ginecologo e chirurgo italiano († 1877)
- 1806 - Anastasius Grün, poeta e politico austriaco († 1876)
- 1810 - Johann Baptist Rudolf Kutschker, cardinale e arcivescovo cattolico austriaco († 1881)
- 1811 - Antonio Arcioni, patriota e militare svizzero († 1859)
- 1811 - Emmanuel Servais, politico lussemburghese († 1890)
- 1813 - Carl Jänisch, scacchista finlandese († 1872)
- 1815 - Clara Fey, religiosa tedesca († 1894)
- 1815 - Domenico Spanò Bolani, politico italiano († 1890)
- 1816 - Ferdinand von Kummer, generale prussiano († 1900)
- 1818 - Constantin von Wurzbach, bibliotecario, archivista e lessicografo austriaco († 1893)
- 1819 - Charles Hallé, pianista e direttore d'orchestra tedesco († 1895)
- 1819 - Antonio Susini, generale italiano († 1900)
- 1820 - Salvatore Abbate Migliore, giornalista italiano († 1896)
- 1820 - Andrea Cesare Paris, patriota italiano († 1875)
- 1823 - Carl Friedrich von Gerber, giurista e politico tedesco († 1891)
- 1824 - Eugenio Cantoni, imprenditore italiano († 1888)
- 1824 - Johanna von Puttkamer, nobile tedesca († 1894)
- 1825 - Ferdinand Lassalle, scrittore e politico tedesco († 1864)
- 1827 - James Augustus Grant, esploratore britannico († 1892)
- 1827 - Ignazio Filippo I Arkousse († 1874)
- 1828 - Costanzo Norante, politico italiano († 1886)
- 1830 - Jules-Antoine Castagnary, critico d'arte e giornalista francese († 1888)
- 1830 - Antonio Ceruti, archivista, storico e presbitero italiano († 1918)
- 1830 - Paolo Serrao, compositore e pianista italiano († 1907)
- 1834 - Charles Douglas-Home, XII conte di Home, nobile scozzese († 1918)
- 1835 - Giuseppe Civinini, patriota, giornalista e politico italiano († 1871)
- 1837 - Elmer Ellsworth, militare statunitense († 1861)
- 1840 - Norman von Heldreich Farquhar, ammiraglio statunitense († 1907)
- 1840 - Paul Janson, politico belga († 1913)
- 1840 - Theodor von Jürgensen, medico tedesco († 1907)
- 1841 - Enrico Costa, scrittore e giornalista italiano († 1909)
- 1842 - Edmond Audran, compositore francese († 1901)
- 1842 - Henry Brudenell-Bruce, V marchese di Ailesbury, politico e ufficiale inglese († 1911)
- 1842 - Arturo Issel, scienziato, geologo e paleontologo italiano († 1922)
- 1843 - Giuseppe Gabusi, musicista e inventore italiano († 1906)
- 1843 - Johannes Minckwitz, scacchista e compositore di scacchi tedesco († 1901)
- 1844 - Vilhelm Herman Oluf Madsen, militare, politico e imprenditore danese († 1917)
- 1845 - Johann Berger, scacchista, compositore di scacchi e editore austriaco († 1933)
- 1846 - Josef Rodenstock, imprenditore tedesco († 1932)
- 1848 - Carmen Sallés y Barangueras, religiosa spagnola († 1911)
- 1849 - Urbain Bouriant, egittologo e archeologo francese († 1903)
- 1849 - Vincenzo Verzeni, serial killer italiano († 1918)
- 1849 - Mattia Vicario, vescovo cattolico italiano († 1906)
- 1851 - Johannes Lehmann-Hohenberg, geologo tedesco († 1925)
- 1852 - Bérenger Saunière, presbitero francese († 1917)
- 1852 - Leon Wyczółkowski, pittore polacco († 1936)
- 1854 - Napoleone Parisani, pittore italiano († 1932)
- 1855 - Ettore Ximenes, scultore e illustratore italiano († 1926)
- 1857 - Manfréd Weiss, imprenditore ungherese († 1922)
- 1858 - József Majláth, nobile, politico e organista ungherese († 1940)
- 1858 - Barbu Ștefănescu Delavrancea, scrittore rumeno († 1918)
- 1859 - Giuseppe Saverio Gargano, critico letterario italiano († 1930)
- 1860 - Giuseppina Arcucci, religiosa italiana († 1940)
- 1860 - Ferdinand Boberg, architetto svedese († 1946)
- 1860 - Jan Neer, fotografo italiano († 1946)
- 1860 - John Wingate Weeks, politico statunitense († 1926)
- 1861 - Luigi Faidutti, presbitero e politico austriaco († 1931)
- 1861 - Friedrich Wilhelm Küster, chimico tedesco († 1917)
- 1861 - Giuseppe Paolini, generale italiano († 1924)
- 1862 - Adeline Boutain, fotografa francese († 1946)
- 1862 - William Wallace Campbell, astronomo statunitense († 1938)
- 1862 - Heinrich Cunow, politico, sociologo e giornalista tedesco († 1936)
- 1862 - Richard Austin Freeman, scrittore e medico britannico († 1943)
- 1862 - Charles Evans Hughes, giurista e politico statunitense († 1948)
- 1864 - Vittorio Moschini, politico italiano († 1940)
- 1867 - Sindo Garay, compositore, chitarrista e cantante cubano († 1968)
- 1867 - Elviro Raimondi, pittore italiano († 1920)
- 1868 - Luigi Contratti, scultore italiano († 1923)
- 1869 - Oswald Duda, entomologo tedesco († 1941)
- 1869 - Kasturba Gandhi, pacifista indiana († 1944)
- 1869 - Gustav Vigeland, scultore norvegese († 1943)
- 1871 - Gyula Kellner, maratoneta ungherese († 1940)
- 1871 - Theodor Pallady, pittore rumeno († 1956)
- 1872 - Romolo Bacchini, regista, musicista e attore italiano († 1938)
- 1872 - Aleksander Stavre Drenova, poeta, pubblicista e patriota albanese († 1947)
- 1873 - Louis Bonnefon Craponne, imprenditore e dirigente pubblico francese († 1952)
- 1873 - Ugo Attico Fioretti, funzionario e politico italiano († 1940)
- 1874 - Ferdinand Broili, geologo e paleontologo tedesco († 1946)
- 1874 - Emanuele Pugliese, generale italiano († 1967)
- 1876 - Arturo Beretta, medico italiano († 1941)
- 1877 - Carl Alstrup, attore, regista e sceneggiatore danese († 1942)
- 1877 - Raymond Etherington-Smith, canottiere britannico († 1913)
- 1877 - Janne Lundblad, cavaliere svedese († 1940)
- 1878 - Heinrich Altherr, pittore svizzero († 1947)
- 1878 - Daniil Nikolaevič Kaškarov, zoologo e ecologo russo († 1941)
- 1878 - Holger-Madsen, regista, attore e sceneggiatore danese († 1943)
- 1879 - Jonas Biliūnas, scrittore e poeta lituano († 1907)
- 1879 - René Prioux, generale francese († 1953)
- 1879 - Øistein Schirmer, ginnasta norvegese († 1947)
- 1880 - Karl von Frenckell, banchiere, ingegnere e esperantista finlandese († 1952)
- 1880 - John Fuhrer, triplista e allenatore di football americano statunitense († 1972)
- 1880 - Daniel Garber, pittore statunitense († 1958)
- 1880 - Bernardino Molinari, direttore d'orchestra italiano († 1952)
- 1880 - Carlo Restelli, anarchico italiano († 1933)
- 1880 - Julio César Tello, archeologo peruviano († 1947)
- 1881 - José Fórmica-Corsi, canottiere spagnolo († 1954)
- 1881 - William Bruce Ellis Ranken, pittore scozzese († 1941)
- 1882 - Angiolo Del Santo, scultore italiano († 1938)
- 1882 - Rajendra Narayan, principe indiano († 1913)
- 1883 - Eugène De Fernex, allenatore di calcio e calciatore italiano († 1927)
- 1883 - Leonard Mudie, attore britannico († 1965)
- 1884 - Piero Jahier, scrittore, poeta e traduttore italiano († 1966)
- 1884 - Paul Voyeux, calciatore francese († 1967)
- 1885 - Georges Valmier, pittore, incisore e scenografo francese († 1937)
- 1886 - Flavio Albizzati, politico, sindacalista e partigiano italiano († 1970)
- 1886 - Giuseppe Blanc, compositore italiano († 1969)
- 1886 - Mario Casella, filologo italiano († 1956)
- 1886 - Magno Magnini, avvocato, giornalista e scrittore italiano († 1961)
- 1886 - Leon Wetmański, vescovo cattolico polacco († 1941)
- 1887 - Alan Lascelles, ufficiale inglese († 1981)
- 1887 - Jack Phillips, ufficiale britannico († 1912)
- 1887 - Lina Pietravalle, scrittrice italiana († 1956)
- 1887 - Jamini Roy, pittore indiano († 1972)
- 1888 - Charles Bartlett, attore, regista e sceneggiatore statunitense
- 1888 - Cesare Colliva, avvocato e politico italiano († 1965)
- 1888 - Antonino Tringali Casanuova, giurista e politico italiano († 1943)
- 1888 - Arnold Ulitz, scrittore tedesco († 1971)
- 1889 - Nick La Rocca, musicista, compositore e arrangiatore statunitense († 1961)
- 1890 - Rachele Guidi, italiana († 1979)
- 1890 - Felix von Heijden, calciatore olandese († 1982)
- 1891 - Marshall Neilan, regista, attore e sceneggiatore statunitense († 1958)
- 1892 - Ettore Bozzoli, pittore italiano († 1972)
- 1892 - Cecil Harcourt, ammiraglio britannico († 1959)
- 1892 - Isacco Mariani, pilota motociclistico italiano († 1925)
- 1892 - Mithuben Petit, attivista indiana († 1973)
- 1892 - Ignazio Salaris, militare italiano († 1916)
- 1892 - Luigi Sommariva, militare e aviatore italiano († 1918)
- 1892 - Jan Vaník, calciatore cecoslovacco († 1950)
- 1893 - Dean Acheson, politico statunitense († 1971)
- 1893 - Leopold Kiesling, calciatore austriaco
- 1893 - Nicola Lisi, scrittore italiano († 1975)
- 1893 - Bert McCaffrey, hockeista su ghiaccio canadese († 1955)
- 1893 - John Nash, pittore britannico († 1977)
- 1893 - Frances Schroth, nuotatrice statunitense († 1961)
- 1894 - Frank Berryman, generale australiano († 1981)
- 1894 - Giuseppe De Marco, aviatore e militare italiano († 1980)
- 1894 - Roberto Lordi, generale italiano († 1944)
- 1894 - Luigi Ridolfi, militare e aviatore italiano († 1919)
- 1894 - Dante Sciacqui, basso italiano († 1986)
- 1895 - Jack Bamber, calciatore inglese († 1973)
- 1895 - Gavino De Lunas, cantautore e chitarrista italiano († 1944)
- 1895 - Fernand Nisot, calciatore belga († 1973)
- 1895 - Percy Wilson, aviatore inglese
- 1897 - Giacomo Kern, presbitero austriaco († 1924)
- 1897 - Caspar Neher, scenografo e librettista tedesco († 1962)
- 1897 - Frank O'Connor, attore, regista e sceneggiatore statunitense († 1959)
- 1897 - Gianni Pavovich, violinista italiano († 1982)
- 1898 - Antonio Curina, politico e partigiano italiano († 1974)
- 1898 - Frans de Vreng, pistard olandese († 1974)
- 1899 - Karl Bähre, pallanuotista tedesco († 1960)
- 1899 - Giusto Fegiz, medico italiano († 1986)
- 1899 - Percy Lavon Julian, chimico e botanico statunitense († 1975)
- 1899 - Michael Michaelsen, pugile danese († 1970)
- 1900 - Arrigo Bigi, calciatore italiano
- 1900 - Wisman Gori, calciatore italiano
- 1900 - Sándor Márai, scrittore e giornalista ungherese († 1989)
- 1900 - Teóphilo, calciatore brasiliano († 1988)

## XX secolo(857)
- 1901 - Aleksandr Aleksandrovič Andronov, fisico sovietico († 1952)
- 1901 - Donald Menzel, astronomo statunitense († 1976)
- 1901 - Adriano Olivetti, imprenditore, ingegnere e politico italiano († 1960)
- 1901 - Glenway Wescott, scrittore statunitense († 1987)
- 1902 - Max Abegglen, calciatore svizzero († 1970)
- 1902 - Enzo De Muro Lomanto, tenore italiano († 1952)
- 1902 - Shirley Grey, attrice statunitense († 1981)
- 1902 - Martti Lappalainen, fondista e sciatore di pattuglia militare finlandese († 1941)
- 1903 - Harry Feist, ballerino e attore austriaco († 1963)
- 1903 - Misuzu Kaneko, poetessa giapponese († 1930)
- 1904 - Giulio Battelli, archivista, paleografo e diplomatista italiano († 2005)
- 1904 - Philip Hall, matematico britannico († 1982)
- 1904 - Vera Lombardi, politica italiana († 1995)
- 1904 - Pierre Reuter, calciatore lussemburghese († 1969)
- 1904 - Elizabeth Roboz Einstein, chimica e neuroscienziata ungherese († 1995)
- 1905 - Oreste Benatti, calciatore italiano († 1982)
- 1905 - Eugène Cardine, monaco cristiano e musicologo francese († 1988)
- 1905 - Attila József, poeta ungherese († 1937)
- 1905 - Wilhelm Weischedel, filosofo tedesco († 1975)
- 1905 - Erich Zander, hockeista su prato tedesco († 1991)
- 1906 - Renato Cesarini, calciatore e allenatore di calcio italiano († 1969)
- 1906 - Francesco Chiaramonte, aviatore italiano († 1984)
- 1906 - Jaime Cruells, pallanuotista spagnolo († 1968)
- 1906 - Dale Messick, fumettista statunitense († 2005)
- 1906 - Orfeo Paroli, canottiere italiano († 1980)
- 1906 - Alfonso Tusell, pallanuotista spagnolo († 1960)
- 1907 - Paul Douglas, attore statunitense († 1959)
- 1908 - Karel Ančerl, direttore d'orchestra e superstite dell'Olocausto ceco († 1973)
- 1908 - Dalmazio Birago, aviatore italiano († 1935)
- 1908 - Masaru Ibuka, imprenditore, ingegnere e scrittore giapponese († 1997)
- 1908 - Jón Jónsson, nuotatore e pallanuotista islandese († 1973)
- 1908 - Jean Malaquais, scrittore francese († 1998)
- 1908 - José Antonio Remón Cantera, politico e militare panamense († 1955)
- 1908 - Wang Zhen, politico e generale cinese († 1993)
- 1909 - Massimo Alberini, giornalista e scrittore italiano († 2000)
- 1909 - Werner Braune, militare e agente segreto tedesco († 1951)
- 1909 - Biri, paroliera italiana († 1983)
- 1909 - Pasquale Parodi, allenatore di calcio e calciatore italiano († 1976)
- 1909 - Reto Rossetti, scrittore e esperantista svizzero († 1994)
- 1909 - Bruno Zilli, arbitro di calcio italiano († 1981)
- 1910 - Johnnie Davis, attore e trombettista statunitense († 1983)
- 1910 - Al Harker, calciatore statunitense († 2006)
- 1910 - Matilde Moraschi, cestista, schermitrice e velocista italiana († 2004)
- 1910 - Carlo Terron, drammaturgo, giornalista e traduttore italiano († 1991)
- 1910 - Annie Dodge Wauneka, attivista statunitense († 1997)
- 1910 - António de Spínola, generale e politico portoghese († 1996)
- 1911 - László Szabados, nuotatore ungherese († 1992)
- 1912 - Harry Betmead, calciatore inglese († 1984)
- 1912 - Amedeo Ruggiero, pittore italiano († 1986)
- 1913 - Gino Ambrosio, calciatore italiano († 1992)
- 1913 - Oleg Cassini, stilista e costumista francese († 2006)
- 1913 - Ettore Perego, ginnasta italiano († 2013)
- 1914 - Leroy Edwards, cestista statunitense († 1971)
- 1914 - Alberto Ferioli, avvocato e politico italiano († 1981)
- 1914 - Norman McLaren, regista scozzese († 1987)
- 1914 - Adolf Müller, lottatore svizzero († 2005)
- 1914 - Leo Pinto, hockeista su prato indiano († 2010)
- 1915 - Giuseppe Gallizia, archivista svizzero († 2007)
- 1915 - Francis Leoncini, aviatore e militare italiano († 1950)
- 1915 - Lido Nelli, calciatore italiano
- 1915 - Luis Puig, dirigente sportivo spagnolo († 1990)
- 1916 - Dan Fortmann, giocatore di football americano statunitense († 1995)
- 1916 - Alberto Ginastera, compositore argentino († 1983)
- 1916 - Howard W. Koch, produttore cinematografico, regista e produttore televisivo statunitense († 2001)
- 1916 - Li Zhenzhong, cestista cinese († 2017)
- 1916 - Enea Manfredini, architetto italiano († 2008)
- 1916 - Olli Puhakka, militare e aviatore finlandese († 1989)
- 1916 - Hidetoki Takahashi, allenatore di calcio, calciatore e dirigente sportivo giapponese († 2000)
- 1917 - Morton Sobell, ingegnere statunitense († 2018)
- 1917 - Massimiliano Zandali, calciatore italiano († 1974)
- 1918 - Giovanni Bortolotto, militare italiano († 1942)
- 1918 - Luigi Burtulo, politico italiano († 1991)
- 1918 - Vittorino Morselli, partigiano, avvocato e politico italiano († 1993)
- 1919 - Albertina Berkenbrock, brasiliana († 1931)
- 1920 - Emilio Colombo, politico italiano († 2013)
- 1920 - Marlen Haushofer, scrittrice austriaca († 1970)
- 1920 - Torsten Johansson, tennista svedese († 2004)
- 1920 - Al Keller, pilota automobilistico statunitense († 1961)
- 1920 - Sigvard Kinnunen, sollevatore svedese († 1954)
- 1920 - Andrew Levane, cestista e allenatore di pallacanestro statunitense († 2012)
- 1920 - Zvonko Monsider, allenatore di calcio e calciatore jugoslavo († 1997)
- 1920 - Mimmo Poli, attore italiano († 1986)
- 1920 - Rosario Randazzo, militare italiano († 1941)
- 1920 - Karl Skifjeld, calciatore norvegese († 1996)
- 1920 - Augusto Talamona, politico italiano († 1980)
- 1920 - Tullio Tentori, antropologo italiano († 2003)
- 1920 - Jean Zaleski, artista maltese († 2010)
- 1921 - Lucos Cozza, archeologo italiano († 2011)
- 1921 - Oddvar Hansen, calciatore e allenatore di calcio norvegese († 2011)
- 1921 - Leo Moser, matematico austriaco († 1970)
- 1921 - Elsa Oliva, pittrice, partigiana e antifascista italiana († 1994)
- 1921 - Poul Petersen, allenatore di calcio e calciatore danese († 1997)
- 1922 - Antoine Blondin, scrittore francese († 1991)
- 1922 - Alessandro Casagrande, compositore italiano († 1964)
- 1923 - Nina Garsoïan, storica statunitense († 2022)
- 1923 - Christopher Longuet-Higgins, chimico britannico († 2004)
- 1923 - Emilio Rossi, giornalista e scrittore italiano († 2008)
- 1923 - Ladislao Szabo, pallanuotista argentino
- 1923 - Armando Vieira, tennista brasiliano († 2010)
- 1923 - Adriano Zecca, allenatore di calcio e calciatore italiano († 1983)
- 1924 - Renato Dall'Ara, regista e sceneggiatore italiano († 1982)
- 1924 - Titina Maselli, pittrice, attrice e scenografa italiana († 2005)
- 1924 - Barbara Moffett, attrice statunitense († 1986)
- 1924 - Enrique Morea, tennista argentino († 2017)
- 1924 - Italo Terzoli, sceneggiatore italiano († 2008)
- 1925 - Ferruccio Achilli, calciatore italiano († 1990)
- 1925 - Gordy Giovanelli, canottiere statunitense († 2022)
- 1925 - Jurij Lituev, ostacolista sovietico († 2000)
- 1925 - Viola Liuzzo, attivista statunitense († 1965)
- 1926 - Franz Herre, giornalista e storico tedesco
- 1926 - Hristo Hristov, regista e sceneggiatore bulgaro († 2007)
- 1926 - Pete Lovely, pilota di Formula 1 statunitense († 2011)
- 1926 - José Poy, allenatore di calcio e calciatore argentino († 1996)
- 1926 - Angelo Rizzo, vescovo cattolico italiano († 2009)
- 1926 - Leo Sotorník, ginnasta cecoslovacco († 1998)
- 1927 - Peter Aldis, calciatore inglese († 2008)
- 1927 - Domenico Guaccero, compositore italiano († 1984)
- 1927 - Yvonne Severn, attrice statunitense († 2006)
- 1927 - Alberto Testa, paroliere, autore televisivo e cantante italiano († 2009)
- 1927 - Steffen Zacharias, attore tedesco († 1989)
- 1928 - Domenico Di Marco, partigiano italiano († 1945)
- 1928 - Geoff Parkin, calciatore inglese († 2018)
- 1928 - Ethel Skakel Kennedy, statunitense († 2024)
- 1929 - Jack Betts, attore statunitense († 2025)
- 1929 - Mario Capelli, ex calciatore italiano
- 1929 - René Cornu, nuotatore francese († 1986)
- 1929 - Lawrence Coughlin, politico statunitense († 2001)
- 1929 - Hiroko Takenishi, scrittrice giapponese
- 1930 - Francesco d'Avalos, compositore e direttore d'orchestra italiano († 2014)
- 1930 - Ronald Fraser, attore britannico († 1997)
- 1930 - Kazuo Fukushima, compositore giapponese († 2023)
- 1930 - Bill Hefner, politico statunitense († 2009)
- 1930 - Tommy Jones, calciatore inglese († 2010)
- 1930 - Walter Krüger, giavellottista tedesco († 2018)
- 1930 - Anton LaVey, esoterista, musicista e scrittore statunitense († 1997)
- 1930 - Silvio Padoin, vescovo cattolico italiano († 2019)
- 1931 - Giacomo Augello, politico italiano († 1997)
- 1931 - Luís Cabral, politico guineense († 2009)
- 1931 - Nelly Kaplan, regista e scrittrice argentina († 2020)
- 1931 - Ove Ødegaard, calciatore norvegese († 1964)
- 1931 - Luigi Robotti, calciatore italiano († 2017)
- 1931 - Sergio Sebastiani, cardinale e arcivescovo cattolico italiano († 2024)
- 1931 - Johnny Sheffield, attore statunitense († 2010)
- 1931 - Kōichi Sugiyama, compositore giapponese († 2021)
- 1932 - Ferdinand Feller, calciatore svizzero († 2001)
- 1932 - Marcello Gavio, imprenditore italiano († 2009)
- 1932 - Joel Grey, attore, cantante e regista teatrale statunitense
- 1932 - Giorgio Upiglio, incisore italiano († 2013)
- 1933 - Salvatore Burruni, pugile italiano († 2004)
- 1933 - Denis Goldberg, politico e attivista sudafricano († 2020)
- 1933 - José Luis Madrid, regista e sceneggiatore spagnolo († 1999)
- 1933 - Med Park, cestista statunitense († 1998)
- 1933 - Antonio Vitale, politico italiano († 2005)
- 1934 - Grigore Costescu, cestista e allenatore di pallacanestro rumeno († 2008)
- 1934 - Silvio Lucev, cestista italiano († 1990)
- 1934 - Nilo Palazzoli, calciatore italiano († 2008)
- 1934 - Aldo Pedrana, combinatista nordico italiano († 2018)
- 1934 - Franco Pedrotti, botanico, cartografo e ecologo italiano
- 1934 - Karl-Joseph Rauber, cardinale e arcivescovo cattolico tedesco († 2023)
- 1934 - Mark Strand, poeta e critico letterario canadese († 2014)
- 1935 - Richard Berry, cantautore statunitense († 1997)
- 1935 - Pierre Kartner, cantante, compositore e paroliere olandese († 2022)
- 1935 - Richard Kuklinski, mafioso e serial killer statunitense († 2006)
- 1936 - Alessandro Colombini, produttore discografico e paroliere italiano
- 1936 - Brian Michael Noble, vescovo cattolico britannico († 2019)
- 1936 - Jocy de Oliveira, pianista e compositrice brasiliana
- 1936 - Benito Rigoni, bobbista italiano († 2021)
- 1936 - Carla Ronci, personalità religiosa italiana († 1970)
- 1936 - Jimmy Sabater, musicista, compositore e arrangiatore statunitense († 2012)
- 1936 - Michele Sellitti, politico italiano († 2022)
- 1936 - Jeanne Stunyo, ex tuffatrice statunitense
- 1936 - Ivonka Survilla, politica bielorussa
- 1937 - Lando Bartolini, tenore italiano († 2024)
- 1937 - Alessandro Braccesi, astronomo e fisico italiano († 2013)
- 1937 - Jill Gascoine, attrice britannica († 2020)
- 1937 - Les Hunt, hockeista su ghiaccio canadese († 2013)
- 1937 - Stančo Kolev, ex lottatore bulgaro
- 1937 - Ramanathan Krishnan, ex tennista indiano
- 1937 - Juan Carlos Rulli, allenatore di calcio e ex calciatore argentino
- 1937 - Amaro Viana Barbosa, calciatore brasiliano († 2010)
- 1938 - Jack Agrios, dirigente sportivo canadese
- 1938 - Pierluigi Castellani, politico italiano
- 1938 - John Hayres, ex nuotatore australiano
- 1938 - Claude Itzykson, fisico francese († 1995)
- 1938 - Kurt Moll, basso tedesco († 2017)
- 1938 - Lamberto Puggelli, attore e regista teatrale italiano († 2013)
- 1939 - Giancarlo Bertini, ex calciatore italiano
- 1939 - Teodoro Crea, mafioso italiano
- 1939 - Louise Lasser, attrice statunitense
- 1939 - Whitey Martin, ex cestista statunitense
- 1939 - Lenie de Nijs, nuotatrice olandese († 2023)
- 1940 - Fernando De Filippi, pittore, scultore e scenografo italiano
- 1940 - Abderraouf El-Fassy, ex schermidore marocchino
- 1940 - Władysław Komar, pesista e attore polacco († 1998)
- 1940 - Hasan Muratović, politico e diplomatico bosniaco († 2020)
- 1940 - Francesco Paresce, fisico e astronomo italiano († 2019)
- 1940 - Péter Rusorán, pallanuotista ungherese († 2012)
- 1940 - Giovanni Sacchi, ex calciatore italiano
- 1940 - Sandro Schipani, giurista italiano
- 1940 - Salvatore di Gesualdo, fisarmonicista italiano († 2012)
- 1941 - Frederick Hauck, ex astronauta statunitense
- 1941 - Shirley Stelfox, attrice britannica († 2015)
- 1942 - Anatolij Nikolaevič Berezovoj, cosmonauta sovietico († 2014)
- 1942 - Salvatore Borsellino, attivista italiano
- 1942 - Beppe Cardile, musicista, cantautore e chitarrista italiano
- 1942 - Allan Harvey, ex calciatore inglese
- 1942 - Julio Meléndez, ex calciatore peruviano
- 1942 - Branko Rašović, calciatore jugoslavo († 2024)
- 1942 - Damien Thomas, attore britannico († 2025)
- 1943 - Barbara Alberti, scrittrice, sceneggiatrice e drammaturga italiana
- 1943 - Angelo Dionisi, politico italiano
- 1943 - Adriano Frassinelli, ex bobbista italiano
- 1943 - Poul Nielson, politico danese
- 1943 - Gino Pancino, ex ciclista su strada e pistard italiano
- 1943 - Edward R. Pressman, produttore cinematografico statunitense († 2023)
- 1943 - Harley Race, wrestler statunitense († 2019)
- 1944 - Liza Cody, scrittrice britannica
- 1944 - Alberto Demiddi, canottiere argentino († 2000)
- 1944 - Carmen Famadas, cestista spagnola († 2024)
- 1944 - Noshir Gowadia, ingegnere aeronautico indiano
- 1944 - Yannis Kokkos, scenografo francese
- 1944 - José Medalha, allenatore di pallacanestro brasiliano
- 1944 - John Milius, regista, sceneggiatore e produttore cinematografico statunitense
- 1944 - Arturo Pecchielan, ex ciclista su strada e ciclocrossista italiano
- 1944 - Julius Rebek, chimico e biologo ungherese
- 1944 - Zdeněk Rytíř, cantautore, compositore e musicista ceco († 2013)
- 1945 - Vjačeslav Andrejuk, calciatore sovietico († 2010)
- 1945 - Giampiero Bianchi, attore italiano († 2005)
- 1945 - Stefan Bogomilov, ex calciatore bulgaro
- 1945 - Giancesare Flesca, giornalista italiano († 2019)
- 1945 - Rosa Giannetta Alberoni, saggista e giornalista italiana († 2021)
- 1945 - Francis Isnard, calciatore francese († 2010)
- 1945 - Steve Konchalski, allenatore di pallacanestro canadese
- 1945 - Christian Quadflieg, attore, doppiatore e regista tedesco († 2023)
- 1945 - Éva Túri, cestista ungherese († 2023)
- 1946 - Jean-Marie Benjamin, presbitero, compositore e regista francese
- 1946 - Chris Burden, artista statunitense († 2015)
- 1946 - Nicola Colaianni, magistrato, giurista e politico italiano
- 1946 - Gianni Nardi, terrorista e militare italiano († 1976)
- 1946 - John Pellegrini, criminale statunitense († 1996)
- 1947 - Deem Bristow, attore e doppiatore statunitense († 2005)
- 1947 - Enrico Deaglio, giornalista e conduttore televisivo italiano
- 1947 - Uli Edel, regista tedesco
- 1947 - Richard Medioni, giornalista, editore e direttore artistico francese († 2016)
- 1947 - Peter Riegert, attore statunitense
- 1947 - Dennis Stewart, cestista e allenatore di pallacanestro statunitense († 2022)
- 1947 - Meshach Taylor, attore statunitense († 2014)
- 1947 - Leone Zappia, politico italiano († 2006)
- 1948 - Massimo D'Antona, giurista italiano († 1999)
- 1948 - Salvatore Di Somma, dirigente sportivo, allenatore di calcio e ex calciatore italiano
- 1948 - Gianpaolo Iaselli, politico italiano
- 1948 - Georgij Jarcev, allenatore di calcio e calciatore sovietico († 2022)
- 1948 - Jany Temime, costumista francese
- 1949 - Dorothy Allison, scrittrice, saggista e antropologa statunitense († 2024)
- 1949 - Karl Ampt, ex cestista tedesco
- 1949 - Bernd Eichinger, produttore cinematografico, regista e sceneggiatore tedesco († 2011)
- 1949 - Carl Franklin, regista, attore e sceneggiatore statunitense
- 1949 - Ben Kelso, ex cestista e allenatore di pallacanestro statunitense
- 1949 - Elza Arnellas Pacheco, ex cestista brasiliana
- 1949 - Wan Zawawi, calciatore malaysiano († 2017)
- 1950 - Roger Ballen, artista e fotografo statunitense
- 1950 - Ina Brouwer, politica e avvocata olandese
- 1950 - Dudu França, cantante, attore e showman brasiliano
- 1950 - Giovanna Assunta Gualdi, calciatrice italiana († 2024)
- 1950 - Gaylord Ho, scultore taiwanese
- 1950 - Bill Irwin, attore, comico e mimo statunitense
- 1950 - Ferenc Mészáros, calciatore e allenatore di calcio ungherese († 2023)
- 1950 - Carlo Pellegatti, giornalista e telecronista sportivo italiano
- 1950 - Hubert Tscholl, ex fondista italiano
- 1951 - Joseph Aké Yapo, arcivescovo cattolico ivoriano
- 1951 - Gerry Becker, attore statunitense († 2019)
- 1951 - Jay Benedict, attore e doppiatore statunitense († 2020)
- 1951 - Gianni Franco, attore italiano
- 1951 - Lucia Gaddo Zanovello, poetessa italiana
- 1951 - Morris Lorenzo Ghezzi, giurista, sociologo e filosofo italiano († 2017)
- 1951 - Jim Holton, calciatore scozzese († 1993)
- 1951 - Valter Zanetta, politico e ingegnere italiano
- 1952 - Jiří Králík, ex hockeista su ghiaccio ceco
- 1952 - Anna Melita, attrice italiana
- 1952 - Mario Moroni, dirigente sportivo italiano
- 1952 - Terry Ollis, batterista inglese
- 1952 - Fulvio Tocco, politico italiano
- 1953 - Ljubov' Burda, ex ginnasta sovietica
- 1953 - Almerigo Grilz, politico e giornalista italiano († 1987)
- 1953 - Annamaria Mantini, terrorista italiana († 1975)
- 1953 - Chrīstos Papoutsīs, politico greco
- 1953 - Elvira Possekel, ex velocista tedesca
- 1953 - Mike Romano, ex giocatore di baseball e allenatore di baseball statunitense
- 1953 - Udo Schenk, attore, doppiatore e conduttore radiofonico tedesco
- 1953 - Giancarlo Scottà, politico italiano
- 1953 - Claudio Vantini, allenatore di atletica leggera italiano († 2010)
- 1953 - Guy Verhofstadt, politico belga
- 1953 - Andrew Wiles, matematico britannico
- 1953 - Branimir Štulić, cantante jugoslavo
- 1954 - Constantino Consiglio, ex calciatore maltese
- 1954 - Valerij Garkalin, attore e regista sovietico († 2021)
- 1954 - Benedykt Kocot, ex pistard polacco
- 1954 - Éric Renaut, ex calciatore francese
- 1954 - Attila Sudár, ex pallanuotista ungherese
- 1955 - Kevin Brady, politico statunitense
- 1955 - Michael Callen, cantante, pianista e scrittore statunitense († 1993)
- 1955 - Rohini Hattangadi, attrice indiana
- 1955 - Ednita Nazario, cantante e musicista portoricana
- 1955 - Micheal Ray Richardson, ex cestista e allenatore di pallacanestro statunitense
- 1955 - Massimo Rotundo, fumettista, illustratore e pittore italiano
- 1955 - Piers Sellers, astronauta britannico († 2016)
- 1956 - William Joseph Burns, politico e diplomatico statunitense
- 1956 - Antonello Colonna, cuoco e personaggio televisivo italiano
- 1956 - Gene Mayer, ex tennista statunitense
- 1956 - Tony McAndrew, allenatore di calcio, dirigente sportivo e ex calciatore scozzese
- 1956 - Valerio Nati, ex pugile e allenatore di pugilato italiano
- 1956 - José Carlos Santos Saiani, ex cestista brasiliano
- 1956 - Ezio Sella, allenatore di calcio e ex calciatore italiano
- 1956 - Bobby Storey, politico irlandese († 2020)
- 1957 - Juan Carlos Arteche, calciatore spagnolo († 2010)
- 1957 - Jim Lauderdale, cantautore statunitense
- 1957 - Giorgio Magnocavallo, ex calciatore e allenatore di calcio italiano
- 1957 - Lucio Mazzi, giornalista, critico musicale e saggista italiano
- 1957 - Andrej Smirnov, nuotatore sovietico († 2019)
- 1957 - Bjørn Tronstad, ex calciatore norvegese
- 1957 - Norma Zambrana, ex cestista boliviana
- 1958 - Stuart Adamson, cantautore e chitarrista britannico († 2001)
- 1958 - Luísa Diogo, politica mozambicana
- 1958 - Aleksej Ermolinskij, scacchista statunitense
- 1958 - Ljudmila Kondrat'eva, ex velocista sovietica
- 1958 - Luc Luycx, medaglista belga
- 1958 - Georgi Slavkov, calciatore bulgaro († 2014)
- 1959 - Aleandro Baldi, cantautore italiano
- 1959 - Massimo Bray, editore, politico e storico italiano
- 1959 - John Parish, musicista, cantautore e produttore discografico britannico
- 1959 - Nadežda Patrakeeva-Andreeva, sciatrice alpina sovietica († 2014)
- 1959 - Ana Maria Polo, avvocata e conduttrice televisiva statunitense
- 1960 - Laura Bortolotti, ex nuotatrice italiana
- 1960 - Massimo Caria, giocatore di biliardo italiano
- 1960 - Jeremy Clarkson, conduttore televisivo, giornalista e saggista britannico
- 1960 - Charles Cox, ex tennista statunitense
- 1960 - Marco Delogu, fotografo e editore italiano
- 1960 - Marko Elsner, calciatore jugoslavo († 2020)
- 1960 - Umberto Gandini, dirigente sportivo italiano
- 1960 - Ron Kiefel, ex ciclista su strada e ciclocrossista statunitense
- 1960 - Rolf Maier, ex calciatore tedesco
- 1960 - Saif al-Adel, terrorista egiziano
- 1960 - Abdel Fattah Abdelrahman Burhan, generale e politico sudanese
- 1961 - Roberto Cabañas, calciatore paraguaiano († 2017)
- 1961 - Vincent Gallo, attore, regista e sceneggiatore statunitense
- 1961 - Daniel Perreault, ex schermidore canadese
- 1961 - Hans Stuffer, ex sciatore alpino tedesco
- 1961 - Charles Coleman Thompson, arcivescovo cattolico statunitense
- 1961 - Tomasz Torgowski, ex cestista polacco
- 1961 - Patricia von Falkenstein, politica svizzera
- 1962 - Franck Ducheix, ex schermidore francese
- 1962 - Franz Heinzer, allenatore di sci alpino e ex sciatore alpino svizzero
- 1962 - Thomas Kostner, allenatore di hockey su ghiaccio e ex hockeista su ghiaccio italiano
- 1962 - Fabio Mitterhofer, ex giocatore di curling italiano
- 1962 - Virginia Popa, ex cestista rumena
- 1962 - Gigi Porceddu, scultore italiano
- 1962 - Alois Stadlober, ex fondista austriaco
- 1963 - Ihar Basinski, ex tiratore a segno bielorusso
- 1963 - Giuseppe Cassì, ex cestista, dirigente sportivo e politico italiano
- 1963 - Enrico Chieffi, velista italiano
- 1963 - Chris Ferguson, giocatore di poker statunitense
- 1963 - Waldemar Fornalik, allenatore di calcio e ex calciatore polacco
- 1963 - Caifei He, attrice cinese
- 1963 - Gregory Keyes, scrittore statunitense
- 1963 - Felipe Ocampos, ex giocatore di calcio a 5 paraguaiano
- 1963 - Elizabeth Smylie, ex tennista australiana
- 1963 - Henrique Soares da Costa, vescovo cattolico brasiliano († 2020)
- 1963 - Jörg Woithe, ex nuotatore tedesco
- 1964 - Penny Barg, ex tennista statunitense
- 1964 - Jerome Batiste, ex cestista statunitense
- 1964 - Johann Sebastian Paetsch, violoncellista e musicista statunitense
- 1964 - Wojciech Płocharski, giornalista, scrittore e compositore polacco
- 1964 - Patrick Sang, ex siepista e maratoneta keniota
- 1964 - Tony Tedeschi, ex attore pornografico statunitense
- 1965 - Ina Beyermann, ex nuotatrice tedesca occidentale
- 1965 - Roberto Cecchetto, chitarrista italiano
- 1965 - Fabrizio Convalle, ex ciclista su strada italiano
- 1965 - Tom Hunting, batterista statunitense
- 1965 - Massimo Mazzetto, cestista italiano († 1986)
- 1965 - Tat'jana Napalkova, ex schermitrice sovietica
- 1965 - João Carlos Pereira, allenatore di calcio e ex calciatore portoghese
- 1965 - Chris Pridham, ex tennista canadese
- 1965 - Sergio Romano, attore italiano
- 1965 - Simone Thomalla, attrice tedesca
- 1965 - Alessandro Zisa, giocatore di curling italiano
- 1966 - Giuseppe Barbati, fumettista italiano († 2014)
- 1966 - Steve Bullock, politico statunitense
- 1966 - Paolo Casadei, ex sollevatore sammarinese
- 1966 - Edson Marques da Silva Filho, ex giocatore di calcio a 5 brasiliano
- 1966 - Tom Fodstad, dirigente sportivo e ex calciatore norvegese
- 1966 - Radim Nyč, ex fondista cecoslovacco
- 1966 - Roberto Romanini, ex canottiere italiano
- 1966 - Lisa Stansfield, cantante britannica
- 1966 - Peter Stöger, allenatore di calcio e ex calciatore austriaco
- 1966 - Bruno Walliser, politico svizzero
- 1967 - Pablo Albano, ex tennista argentino
- 1967 - Sandy Chambers, cantante britannica
- 1967 - Dilene Ferraz, cantante brasiliana
- 1967 - Davide Manuli, regista e attore italiano
- 1967 - Pernette Osinga, ex schermitrice olandese
- 1967 - Vidal Sanabria, ex calciatore paraguaiano
- 1967 - Demetrio Sartorio, produttore discografico italiano
- 1967 - Wendel Suckow, ex slittinista statunitense
- 1968 - Valerio Aprea, attore italiano
- 1968 - Melissa Brown, ex tennista statunitense
- 1968 - Luigi Romolo Carrino, scrittore italiano
- 1968 - Annick Chappot, ex sciatrice alpina svizzera
- 1968 - Rubén Da Silva, allenatore di calcio e ex calciatore uruguaiano
- 1968 - Dimitri Diatchenko, attore e doppiatore statunitense († 2020)
- 1968 - Sergej Luk'janenko, scrittore russo
- 1968 - Andrej Aleksandrovič Mel'nikov, militare sovietico († 1988)
- 1968 - Pit Passarell, bassista argentino († 2024)
- 1968 - Ahmed Saber, ex calciatore egiziano
- 1968 - Gianni Solinas, allenatore di calcio e ex calciatore italiano
- 1968 - Richard Soto, ex cestista portoricano
- 1968 - Mirosław Trzeciak, ex calciatore polacco
- 1969 - Timo Aaltonen, ex pesista finlandese
- 1969 - Laura Antonini, conduttrice radiofonica italiana
- 1969 - Brendan Moar, conduttore televisivo e attore australiano
- 1969 - Goldust, wrestler statunitense
- 1969 - Janeth dos Santos Arcain, ex cestista e allenatrice di pallacanestro brasiliana
- 1969 - Oriol Junqueras, politico spagnolo
- 1969 - Max Mariola, cuoco, conduttore televisivo e youtuber italiano
- 1969 - Cerys Matthews, cantautrice gallese
- 1969 - Chisato Moritaka, cantante e cantautrice giapponese
- 1969 - Ruslan Olichver, ex pallavolista e dirigente sportivo russo
- 1969 - Sondra Radvanovsky, soprano statunitense
- 1969 - Sara Tetro, modella, attrice e conduttrice televisiva neozelandese
- 1969 - Nicola Vitiello, giornalista e conduttore radiofonico italiano
- 1969 - Michael von Grünigen, ex sciatore alpino svizzero
- 1970 - Vadim Alekseev, ex nuotatore sovietico
- 1970 - Ettore Ceresoli, ex altista italiano
- 1970 - Ernesto Díaz, ex giocatore di calcio a 5 cubano
- 1970 - Liz Garbus, regista e produttrice cinematografica statunitense
- 1970 - David García Marquina, ex ciclista su strada spagnolo
- 1970 - Gil Young-ah, ex giocatrice di badminton sudcoreano
- 1970 - Xabier Gómez García, vescovo cattolico spagnolo
- 1970 - Manuela Melchiorri, ex nuotatrice italiana
- 1970 - Johnny Messner, attore statunitense
- 1970 - Boriss Monjaks, ex calciatore lettone
- 1970 - Pietro Pennisi, ex tennista italiano
- 1970 - Whigfield, cantante danese
- 1971 - Rod Hinks, hockeista su ghiaccio canadese († 2014)
- 1971 - Diana Jorgova, ex tiratrice a segno bulgara
- 1971 - Joakim Karlsson, thaiboxer e kickboxer svedese
- 1971 - Alex Majoli, fotoreporter italiano
- 1971 - Roberto Merola, ex giocatore di calcio a 5 uruguaiano
- 1971 - Gabriele Papp, ex sciatrice alpina austriaca
- 1971 - Vicellous Reon Shannon, attore statunitense
- 1971 - Oliver Riedel, bassista tedesco
- 1971 - Ute Wetzig, tuffatrice tedesca orientale
- 1972 - Klas Åhlund, compositore e cantante svedese
- 1972 - Eva Biland, politica svizzera
- 1972 - Fernando Brassard, allenatore di calcio e ex calciatore portoghese
- 1972 - Claudio Ciccia, ex calciatore uruguaiano
- 1972 - Brandon Coupe, ex tennista statunitense
- 1972 - Vladimir Leončenko, dirigente sportivo e ex calciatore russo
- 1972 - Nicole Levesque, ex cestista e allenatrice di pallacanestro statunitense
- 1972 - Balls Mahoney, wrestler statunitense († 2016)
- 1972 - Simone Pinzani, ex combinatista nordico italiano
- 1972 - Natacha Régnier, attrice belga
- 1972 - Franklin Western, ex cestista dominicano
- 1973 - David Banner, rapper statunitense
- 1973 - Jérôme Bonnissel, ex calciatore francese
- 1973 - Blake Brockermeyer, ex giocatore di football americano statunitense
- 1973 - Marcin Brosz, allenatore di calcio e ex calciatore polacco
- 1973 - Francesco Bruni, velista italiano
- 1973 - Garance Clavel, attrice francese
- 1973 - Andrea Constand, ex cestista canadese
- 1973 - Jennifer Esposito, attrice statunitense
- 1973 - Ross Hill, attore statunitense († 1990)
- 1973 - Jani Keula, ex calciatore finlandese
- 1973 - Paul Kilderry, ex tennista australiano
- 1973 - Matt Kindt, fumettista statunitense
- 1973 - Tomi Koivusaari, chitarrista e cantante finlandese
- 1973 - Olivier Magne, ex rugbista a 15 e allenatore di rugby a 15 francese
- 1973 - Afonso Martins, ex calciatore portoghese
- 1973 - Jordan Schlansky, produttore televisivo e personaggio televisivo statunitense
- 1973 - Halldor Skard, ex combinatista nordico norvegese
- 1973 - Tom Thacker, cantante e chitarrista canadese
- 1973 - Nacho Yáñez, allenatore di pallacanestro e ex cestista spagnolo
- 1974 - Nicole Antibe, ex cestista francese
- 1974 - Jul, disegnatore e fumettista francese
- 1974 - Tony Caig, ex calciatore inglese
- 1974 - Mario Cantaluppi, allenatore di calcio e ex calciatore svizzero
- 1974 - Paul-Henri Clorus, ex calciatore francese
- 1974 - Àlex Corretja, commentatore televisivo e ex tennista spagnolo
- 1974 - Andrea Giaconi, ex ostacolista italiano
- 1974 - Filippo Giardina, comico italiano
- 1974 - Anton Glanzelius, attore svedese
- 1974 - Thomas Häberli, allenatore di calcio e ex calciatore svizzero
- 1974 - Tricia Helfer, supermodella, attrice e doppiatrice canadese
- 1974 - Matt Holland, ex calciatore irlandese
- 1974 - Martin Krňávek, triatleta ceco
- 1974 - Alexander Kuoppala, chitarrista finlandese
- 1974 - Girolamo Pisano, politico italiano
- 1974 - Marco Pottino, politico italiano
- 1974 - György Pálfi, regista ungherese
- 1974 - Franck Renier, ex ciclista su strada francese
- 1974 - Per Anders Rudling, storico e scrittore svedese
- 1974 - Jesús Seba, ex calciatore spagnolo
- 1974 - Nikī Sidīropoulou, schermitrice greca
- 1974 - Riikka Sirviö, ex fondista finlandese
- 1974 - Antonio Tauler, ex pistard e ciclista su strada spagnolo
- 1974 - Harumi Tsuyuzaki, cantante giapponese
- 1975 - Samuli Aro, pilota motociclistico finlandese
- 1975 - Orestas Buitkus, ex calciatore lituano
- 1975 - Anita Dark, ex attrice pornografica ungherese
- 1975 - Giovanni Giuseppe Di Meglio, allenatore di calcio, dirigente sportivo e ex calciatore italiano
- 1975 - Jani Paasonen, pilota di rally finlandese
- 1975 - Alessandro Sbrizzo, allenatore di calcio e ex calciatore italiano
- 1975 - Walid Soliman, scrittore e traduttore tunisino
- 1975 - Fōteinī Volonakī, ex cestista greca
- 1976 - Pita Alatini, ex rugbista a 15 neozelandese
- 1976 - Tremaine Fowlkes, ex cestista statunitense
- 1976 - Stéphane François, giocatore di beach soccer francese
- 1976 - Kotomitsuki Keiji, lottatore di sumo giapponese
- 1976 - Andrzej Krawczyk, ex discobolo polacco
- 1976 - Maja Nikolić, cantante serba
- 1976 - Paolo Novelli, fotografo e artista italiano († 2025)
- 1976 - Antonio Pacheco, allenatore di calcio e ex calciatore uruguaiano
- 1976 - Ariel Rearte, allenatore di pallacanestro argentino
- 1976 - Cristian Saracco, ex fondista italiano
- 1976 - Saiko Takahashi, ex calciatrice giapponese
- 1976 - Tcheco, allenatore di calcio e ex calciatore brasiliano
- 1976 - Coralie Trinh Thi, ex attrice pornografica francese
- 1976 - Diesel Washington, attore pornografico statunitense
- 1977 - Andreý Bogomolov, ex calciatore kazako
- 1977 - Michele Braga, compositore italiano
- 1977 - DJ Fresh, disc jockey britannico
- 1977 - Héctor Augusto González, ex calciatore venezuelano
- 1977 - Jorge Huamán, ex calciatore peruviano
- 1977 - John James Jackson, ex bobbista britannico
- 1977 - Nikita Von James, ex attrice pornografica russa
- 1977 - Rimantas Kaukėnas, ex cestista lituano
- 1977 - Maroš Kováč, ex ciclista su strada e ciclocrossista slovacco
- 1977 - Sara Löfgren, cantante svedese
- 1977 - Jiří Magál, ex fondista ceco
- 1977 - Youcef Nadarkhani, pastore protestante iraniano
- 1977 - Fabio Pietrella, politico italiano
- 1977 - Ezequiel Rodríguez, attore argentino
- 1977 - Heidi Marie Vestrheim, cantante e conduttrice televisiva norvegese
- 1978 - Richard Bokatola, ex calciatore congolese (Repubblica del Congo)
- 1978 - Ruy Bueno Neto, ex calciatore brasiliano
- 1978 - Tom Caluwé, allenatore di calcio e ex calciatore belga
- 1978 - Ben Clymer, ex hockeista su ghiaccio statunitense
- 1978 - Prince Daye, ex calciatore liberiano
- 1978 - David Ducourtioux, ex calciatore francese
- 1978 - Walter Guglielmone, ex calciatore uruguaiano
- 1978 - Kevin Hulsmans, ex ciclista su strada belga
- 1978 - Laura Jean McKay, scrittrice australiana
- 1978 - Massimo Minetti, calciatore italiano
- 1978 - Bechir Mogaadi, ex calciatore tunisino
- 1978 - Gabriele Paoletti, ex calciatore italiano
- 1978 - Ariel Rosada, ex calciatore argentino
- 1978 - Victor Sikora, ex calciatore olandese
- 1979 - Nazanin Afshin-Jam, attivista e modella iraniana
- 1979 - Omar Al-Ghamdi, ex calciatore saudita
- 1979 - Daniele Chiarini, allenatore di calcio e ex calciatore italiano
- 1979 - Malcolm Christie, ex calciatore inglese
- 1979 - Diego Confalonieri, ex schermidore italiano
- 1979 - Haley Cope, ex nuotatrice statunitense
- 1979 - Davide Crippa, politico italiano
- 1979 - Ariel Eslava, ex cestista argentino
- 1979 - Sebastien Grainger, musicista canadese
- 1979 - Denis Medri, fumettista e illustratore italiano
- 1979 - Thabang Molefe, ex calciatore sudafricano
- 1979 - Gillian Murphy, danzatrice statunitense
- 1979 - Danielle de Niese, soprano australiano
- 1979 - Svjatlana Vol'naja, ex cestista bielorussa
- 1980 - Alexandre Anselmet, ex sciatore alpino francese
- 1980 - Festus Baise, ex calciatore nigeriano
- 1980 - Ola Morten Græsli, ex combinatista nordico norvegese
- 1980 - Toni Hallio, batterista finlandese
- 1980 - Markus Hameter, arbitro di calcio austriaco
- 1980 - Joe Kent, politico statunitense
- 1980 - Laura Maddaloni, judoka e personaggio televisivo italiana
- 1980 - Tamara Moore, ex cestista statunitense
- 1980 - Przemysław Niemiec, ex ciclista su strada polacco
- 1980 - Blanka Pěničková, allenatrice di calcio e ex calciatrice ceca
- 1980 - Keiji Tamada, ex calciatore giapponese
- 1980 - Mark Teixeira, ex giocatore di baseball statunitense
- 1980 - Peggy Waleska, canottiera tedesca
- 1981 - Alessandra Ambrosio, supermodella brasiliana
- 1981 - Alexandre Burrows, ex hockeista su ghiaccio canadese
- 1981 - Mya Diamond, ex attrice pornografica ungherese
- 1981 - Luis Flores Matías, allenatore di pallacanestro e ex cestista dominicano
- 1981 - Teo Yoo, attore sudcoreano
- 1981 - Matt Ryan, attore britannico
- 1981 - Miyuki Yanagita, ex calciatrice giapponese
- 1982 - Ian Bell, crickettista inglese
- 1982 - Jacopo Cullin, attore e regista cinematografico italiano
- 1982 - Angel Dark, ex attrice pornografica slovacca
- 1982 - Melissa Donà, pallavolista italiana
- 1982 - Danja, produttore discografico statunitense
- 1982 - Esther Katona, ex cestista tedesca
- 1982 - Óliver Laxe, regista, sceneggiatore e attore spagnolo
- 1982 - Nadine Warmuth, attrice e doppiatrice tedesca
- 1983 - Sandro Calabro, procuratore sportivo e ex calciatore olandese
- 1983 - Povilas Čukinas, cestista e allenatore di pallacanestro lituano
- 1983 - Rick Flens, ex ciclista su strada olandese
- 1983 - Foxxy, attrice pornografica statunitense
- 1983 - Michele Gamba, direttore d'orchestra e pianista italiano
- 1983 - Jennifer Heil, ex sciatrice freestyle canadese
- 1983 - Stephen Keel, ex calciatore statunitense
- 1983 - Torbjørn Kjerrgård, calciatore norvegese
- 1983 - Erislandy Lara, pugile cubano
- 1983 - Sebastián Rodrigo Martínez, calciatore uruguaiano
- 1983 - Brad Oleson, ex cestista statunitense
- 1983 - Rubén Palazuelos, calciatore spagnolo
- 1983 - Mark Prettenthaler, ex calciatore austriaco
- 1983 - Petter Severeide, ex giocatore di calcio a 5 e ex calciatore norvegese
- 1983 - Summer Cem, rapper tedesco
- 1984 - Silvia Avallone, scrittrice, poetessa e giornalista italiana
- 1984 - Hernán Barcos, calciatore argentino
- 1984 - Colin Clark, calciatore statunitense († 2019)
- 1984 - Kern Cupid, ex calciatore trinidadiano
- 1984 - Brice Etès, ex mezzofondista monegasco
- 1984 - Kelli Garner, attrice statunitense
- 1984 - Nikola Karabatić, ex pallamanista francese
- 1984 - Kim Song-guk, pugile nordcoreano
- 1984 - Žan Košir, snowboarder sloveno
- 1984 - Ildar Magdeev, ex calciatore uzbeko
- 1984 - Shilpa Rao, cantante indiana
- 1984 - Sébastien Turgot, ex ciclista su strada e ex pistard francese
- 1984 - Lawson Vaughn, ex calciatore statunitense
- 1984 - Luka Vučko, ex calciatore croato
- 1985 - Ivana Bramborová, pallavolista slovacca
- 1985 - William Clarke, ciclista su strada australiano
- 1985 - Lance Davids, ex calciatore sudafricano
- 1985 - Laila Friis-Salling, sciatrice freestyle groenlandese
- 1985 - Pablo Hernández Domínguez, ex calciatore spagnolo
- 1985 - Jasmina Ilić, ex cestista serba
- 1985 - Denise Kemkers, pesista e discobola olandese
- 1985 - Lee Keun-ho, ex calciatore sudcoreano
- 1985 - Sean Marshall, ex cestista statunitense
- 1985 - Sulliman Mazadou, ex calciatore nigerino
- 1985 - Felix Sunzu, calciatore zambiano
- 1985 - Luis Arcángel Ramos Colón, calciatore honduregno
- 1985 - Yōhei Toyoda, ex calciatore giapponese
- 1985 - Neven Vukman, calciatore croato
- 1985 - Paul Williams, ex rugbista a 15 e arbitro di rugby a 15 neozelandese
- 1986 - Ivano Baldanzeddu, ex calciatore italiano
- 1986 - Connor Barth, giocatore di football americano statunitense
- 1986 - Daniele Bongiovanni, pittore italiano
- 1986 - Davide Bottone, allenatore di calcio e ex calciatore italiano
- 1986 - Ashley Delaney, ex nuotatore australiano
- 1986 - Gregório Duvivier, attore, poeta e conduttore televisivo brasiliano
- 1986 - Sherwin Emmanuel, calciatore santaluciano
- 1986 - David Greene, ostacolista e velocista britannico
- 1986 - Laura Harper, ex cestista e allenatrice di pallacanestro statunitense
- 1986 - Roman Heart, attore pornografico statunitense († 2019)
- 1986 - Markus Heppke, ex calciatore tedesco
- 1986 - Tat'jana Anatol'evna Kosinceva, scacchista russa
- 1986 - Dany Nounkeu, calciatore camerunese
- 1986 - Stephanie Pratt, personaggio televisivo statunitense
- 1986 - Predrag Samardžiski, cestista macedone
- 1986 - Lena Schöneborn, pentatleta tedesca
- 1986 - Ramon Sessions, ex cestista statunitense
- 1986 - Andrew Waterworth, ex calciatore nordirlandese
- 1987 - Donald Brown, giocatore di football americano statunitense
- 1987 - Hovhannes Danielyan, pugile armeno
- 1987 - Aleksandra Delčeva, ex cestista e pallavolista bulgara
- 1987 - Jonathan Faña, calciatore dominicano
- 1987 - Osvaldo Filho, calciatore brasiliano
- 1987 - Lights, cantautrice e musicista canadese
- 1987 - Alain Junior Ollé Ollé, calciatore camerunese
- 1987 - Weruche Opia, attrice nigeriana
- 1987 - Guilherme Rodrigues Moreira, calciatore brasiliano
- 1987 - Adalberto Román, ex calciatore paraguaiano
- 1987 - Krševan Santini, ex calciatore croato
- 1987 - Joss Stone, cantautrice e attrice britannica
- 1987 - Joseph Sullivan, canottiere neozelandese
- 1987 - Mickaël Toti, ex cestista e allenatore di pallacanestro francese
- 1987 - Will Tudor, attore britannico
- 1987 - Louis Vasquez, giocatore di football americano statunitense
- 1988 - Linda Caridi, attrice italiana
- 1988 - Milton Casco, calciatore argentino
- 1988 - Aleksandar Ignjatović, calciatore serbo
- 1988 - Leland Irving, hockeista su ghiaccio canadese
- 1988 - Curtis Kelly, ex cestista statunitense
- 1988 - Kenta Maeda, giocatore di baseball giapponese
- 1988 - Maja Miljković, cestista serba
- 1988 - Mait Patrail, pallamanista estone
- 1988 - Nenad Srećković, calciatore serbo
- 1988 - Dar Tucker, cestista statunitense
- 1988 - Coen Vermeltfoort, ciclista su strada olandese
- 1988 - Dillian Whyte, pugile e ex kickboxer inglese
- 1989 - Iga Baumgart-Witan, velocista polacca
- 1989 - Blake Brettschneider, ex calciatore statunitense
- 1989 - Ariya Daivari, wrestler iraniano
- 1989 - Eka Darville, attore australiano
- 1989 - Dino Gavrić, ex calciatore croato
- 1989 - Tommy Høiland, ex calciatore norvegese
- 1989 - Zola Jesus, cantautrice statunitense
- 1989 - Marco Minnaard, ex ciclista su strada olandese
- 1989 - Ağahüseyn Mustafayev, lottatore azero
- 1989 - Joackim Olsen Solberg, ex calciatore norvegese
- 1989 - Tommaso Raspino, cestista italiano
- 1989 - Mike Remmers, giocatore di football americano statunitense
- 1989 - Luis Miguel Valle, ex calciatore costaricano
- 1989 - Krystian Zalewski, siepista polacco
- 1990 - Dīmītrios Anastasopoulos, ex calciatore greco
- 1990 - Gilberto Baires, calciatore salvadoregno
- 1990 - Kankou Coulibaly, cestista maliana
- 1990 - Darrius Garrett, ex cestista statunitense
- 1990 - Jack Harrer, attore pornografico ceco
- 1990 - Jimmy Dreher de Oliveira, cestista brasiliano
- 1990 - Theofilos Kouroupīs, calciatore greco
- 1990 - Ville Larinto, ex saltatore con gli sci finlandese
- 1990 - Shōhei Ōtsuka, ex calciatore giapponese
- 1990 - Nikolaos Papadopoulos, calciatore greco
- 1990 - Thulani Serero, calciatore sudafricano
- 1990 - Russell Tucker, discobolo sudafricano
- 1990 - Izunna Uzochukwu, calciatore nigeriano
- 1990 - Andranik Voskanyan, ex calciatore armeno
- 1991 - Thiago Alcántara, allenatore di calcio e ex calciatore brasiliano
- 1991 - Danilo Almeida Alves, calciatore brasiliano
- 1991 - Nane, rapper rumeno
- 1991 - Cédric Bakambu, calciatore francese
- 1991 - Tadelech Bekele, ex maratoneta etiope
- 1991 - Cai Zelin, marciatore cinese
- 1991 - Anne-Sophie Frigout, politica francese
- 1991 - Andreea Grigore, ginnasta romena
- 1991 - Mona Løseth, ex sciatrice alpina norvegese
- 1991 - James Magnussen, ex nuotatore australiano
- 1991 - Leonardo Morales, calciatore argentino
- 1991 - Guglielmo Palazzani, rugbista a 15 italiano
- 1991 - Guglielmo Poggi, attore italiano
- 1991 - Nile Ranger, calciatore inglese
- 1991 - James Roberts, ex nuotatore australiano
- 1991 - Tierra Ruffin-Pratt, ex cestista statunitense
- 1991 - Telvin Smith, giocatore di football americano statunitense
- 1991 - Stefan Thesker, calciatore tedesco
- 1992 - Scott Haran, attore britannico
- 1992 - Magomed Kurbanov, ex calciatore russo
- 1992 - Alex Kōnstantinou, calciatore cipriota
- 1992 - Dante Leverock, calciatore bermudiano
- 1992 - Aljaksej Ljahčylin, calciatore bielorusso
- 1992 - Andrés Makin, calciatore beliziano
- 1992 - Aleksandar Pantić, calciatore serbo
- 1992 - Nesthy Petecio, pugile filippina
- 1992 - Anastasija Pozdnjakova, tuffatrice russa
- 1992 - Tamás Somorácz, canoista ungherese
- 1992 - Bjarne Thölke, calciatore tedesco
- 1992 - Edoardo Ziello, politico italiano
- 1993 - Ayşən Əbdüləzimova, pallavolista azera
- 1993 - Florin Andone, calciatore rumeno
- 1993 - Tom Aspinall, artista marziale misto e pugile britannico
- 1993 - Kevin Bolger, fondista statunitense
- 1993 - Jaylen Bond, cestista statunitense
- 1993 - Matías Bortolín, cestista argentino
- 1993 - Giorgi Chanturia, ex calciatore georgiano
- 1993 - Amedeo Della Valle, cestista italiano
- 1993 - Trevor Elhi, calciatore estone
- 1993 - Cody Kessler, giocatore di football americano statunitense
- 1993 - Luis León, calciatore ecuadoriano
- 1993 - Milica Milošev, ex cestista montenegrina
- 1993 - Jack Nowell, rugbista a 15 britannico
- 1993 - Yūji Takahashi, calciatore giapponese
- 1993 - Gary Tello, calciatore cileno
- 1993 - Alessia Venturini, calciatrice italiana
- 1993 - Veronica Zappone, giocatrice di curling italiana
- 1993 - Dejan Zarubica, calciatore montenegrino
- 1993 - Al'bert Šaripov, calciatore russo
- 1994 - Armen Ambartsumyan, calciatore russo
- 1994 - Bruno Armirail, ciclista su strada francese
- 1994 - Michael Chacón, calciatore olandese
- 1994 - Ihor Duc', calciatore ucraino
- 1994 - Mounia El Habbab, cestista italiana
- 1994 - Chaz Elder, giocatore di football americano statunitense
- 1994 - Hu, cantautrice, polistrumentista e tecnico del suono italiana
- 1994 - Jonas Grønner, calciatore norvegese
- 1994 - Duncan Laurence, cantautore olandese
- 1994 - Kimi Linnainmaa, giocatore di football americano finlandese
- 1994 - Marius Lundemo, calciatore norvegese
- 1994 - Tre Ming, calciatore britannico
- 1994 - Dakota Blue Richards, attrice britannica
- 1994 - Azər Salahlı, calciatore azero
- 1994 - Lindsey Wixson, modella statunitense
- 1995 - Chelsea Bremner, rugbista a 15 neozelandese
- 1995 - Dodie, cantautrice e youtuber britannica
- 1995 - Shirin David, rapper, cantante e youtuber tedesca
- 1995 - Catherine Debrunner, atleta paralimpica svizzera
- 1995 - Annika Drazek, bobbista e ex velocista tedesca
- 1995 - Ned Hanigan, rugbista a 15 australiano
- 1995 - Lee Do-hyun, attore sudcoreano
- 1995 - Li Xueyao, saltatrice con gli sci cinese
- 1995 - Sycerika McMahon, ex nuotatrice irlandese
- 1995 - Stefano Napolitano, tennista italiano
- 1995 - Kamer Qaka, calciatore norvegese
- 1995 - Marvin René, velocista francese
- 1995 - Erin Routliffe, tennista neozelandese
- 1995 - Petra Uberalová, tennista slovacca
- 1995 - Hannes Zingerle, sciatore alpino italiano
- 1996 - Dele Alli, calciatore inglese
- 1996 - Jake Browning, giocatore di football americano statunitense
- 1996 - Patrick Burner, calciatore francese
- 1996 - Brando Caruso, sciatore nautico italiano
- 1996 - Márton Dina, ciclista su strada e mountain biker ungherese
- 1996 - Jake Luton, giocatore di football americano statunitense
- 1996 - Tereza Mašková, cantante ceca
- 1996 - Fabian Obmann, snowboarder austriaco
- 1996 - Facundo Ospitaleche, calciatore uruguaiano
- 1996 - Ana Petrušič, taekwondoka slovena
- 1996 - Phan Văn Đức, calciatore vietnamita
- 1996 - Dorian Pickens, ex cestista statunitense
- 1996 - Tamsir Seck, giocatore di football americano italiano
- 1996 - Summer Walker, cantante statunitense
- 1997 - Johanna Bœuf, ex sciatrice alpina francese
- 1997 - Alana Cook, calciatrice statunitense
- 1997 - Nikola Cuckić, calciatore serbo
- 1997 - Ryōya Morishita, calciatore giapponese
- 1997 - Mélovin, cantante ucraino
- 1997 - Nami Nabekura, judoka giapponese
- 1997 - Suat Serdar, calciatore tedesco
- 1997 - Thiaguinho, calciatore brasiliano
- 1997 - Jules Van Cleemput, ex calciatore belga
- 1997 - Dylan Watts, calciatore irlandese
- 1997 - Miriam Škoch, tennista ceca
- 1998 - Vera Birjukova, ginnasta russa
- 1998 - Antonio Gandy-Golden, ex giocatore di football americano statunitense
- 1998 - Vladan Kovačević, calciatore bosniaco
- 1998 - Conor McCarthy, calciatore irlandese
- 1998 - Ayano Shimizu, tennista giapponese
- 1998 - Patrick Stumpf, calciatore tedesco
- 1998 - Michael Uchendu, cestista brasiliano († 2019)
- 1998 - Ferdinand Zylka, cestista tedesco
- 1999 - Abdallah Ali Mohamed, calciatore comoriano
- 1999 - Karolina Bielawska, modella polacca
- 1999 - Marco Cicchetti, atleta paralimpico italiano
- 1999 - Nicolás Cordero, calciatore argentino
- 1999 - Yianni Diakomihalis, lottatore statunitense
- 1999 - Clyde Edwards-Helaire, giocatore di football americano statunitense
- 1999 - Radek Farský, cestista ceco
- 1999 - Martin Graiciar, ex calciatore ceco
- 1999 - Atia Koogo, mezzofondista ghanese
- 1999 - Patryk Makuch, calciatore polacco
- 1999 - Carlton Martial, giocatore di football americano statunitense
- 1999 - Warren McClendon, giocatore di football americano statunitense
- 1999 - Jessica Roberts, ciclista su strada e pistard britannica
- 1999 - Njegoš Sikiraš, cestista bosniaco
- 2000 - Milly Alcock, attrice australiana
- 2000 - Loïc Badé, calciatore francese
- 2000 - Arnau Comas, calciatore spagnolo
- 2000 - Tomás Galván, calciatore argentino
- 2000 - Morgan Lily, attrice e modella statunitense
- 2000 - Sebastian Hausner, calciatore danese
- 2000 - Eden Karzev, calciatore israeliano
- 2000 - Joshua Lay, mezzofondista britannico
- 2000 - Ken Carson, rapper e produttore discografico statunitense
- 2000 - Marina Lubian, pallavolista italiana
- 2000 - Tòfol Montiel, calciatore spagnolo
- 2000 - Jarno Opmeer, pilota automobilistico olandese
- 2000 - Nadine Riesen, calciatrice svizzera
- 2000 - Dani Silva, calciatore portoghese
- 2000 - Nikola Žižić, cestista montenegrino

## XXI secolo(34)
- 2001 - Zayed Sultan, calciatore emiratino
- 2001 - Enzo Bardeli, calciatore francese
- 2001 - Mackenzie Barry, calciatrice neozelandese
- 2001 - Luka Bijelović, calciatore serbo
- 2001 - Daniel Chacón, calciatore costaricano
- 2001 - Edoardo Iannoni, calciatore italiano
- 2001 - Nikita Iosifov, calciatore russo
- 2001 - Zonovan Knight, giocatore di football americano statunitense
- 2001 - Nico Melamed, calciatore spagnolo
- 2001 - Stepan Naumov, snowboarder russo
- 2001 - Alen Skribek, calciatore ungherese
- 2001 - Simon Sohm, calciatore svizzero
- 2001 - Beatrice Stroscio, cestista italiana
- 2001 - Hunter Tapp, nuotatore statunitense
- 2001 - Manuel Ugarte, calciatore uruguaiano
- 2001 - Artem Šuljans'kyj, calciatore ucraino
- 2002 - Doni Arifi, calciatore finlandese
- 2002 - Neve Bradbury, ciclista su strada australiana
- 2002 - Alessandro Garbisi, rugbista a 15 italiano
- 2002 - Miguel Marshall, calciatore anglo-verginiano
- 2002 - Alex Mighten, calciatore inglese
- 2002 - Ja'Lynn Polk, giocatore di football americano statunitense
- 2002 - Emma Stevanin, rugbista a 15 italiana
- 2002 - Fabian Weiss, ciclista su strada e pistard svizzero
- 2002 - Matthéo Xantippe, calciatore francese
- 2003 - Kauã Santos, calciatore brasiliano
- 2004 - Rody Junior Effaghe, calciatore gabonese
- 2004 - Felix Reitter, giocatore di football americano austriaco
- 2004 - Rayvien Rosario, calciatore olandese
- 2005 - Jack Hinshelwood, calciatore inglese
- 2005 - Beyatt Lekoueiry, calciatore mauritano
- 2006 - Juma Bah, calciatore sierraleonese
- 2006 - Lee Chae-un, snowboarder sudcoreano
- 2014 - Arabella Stanton, attrice britannica